# Teiuș

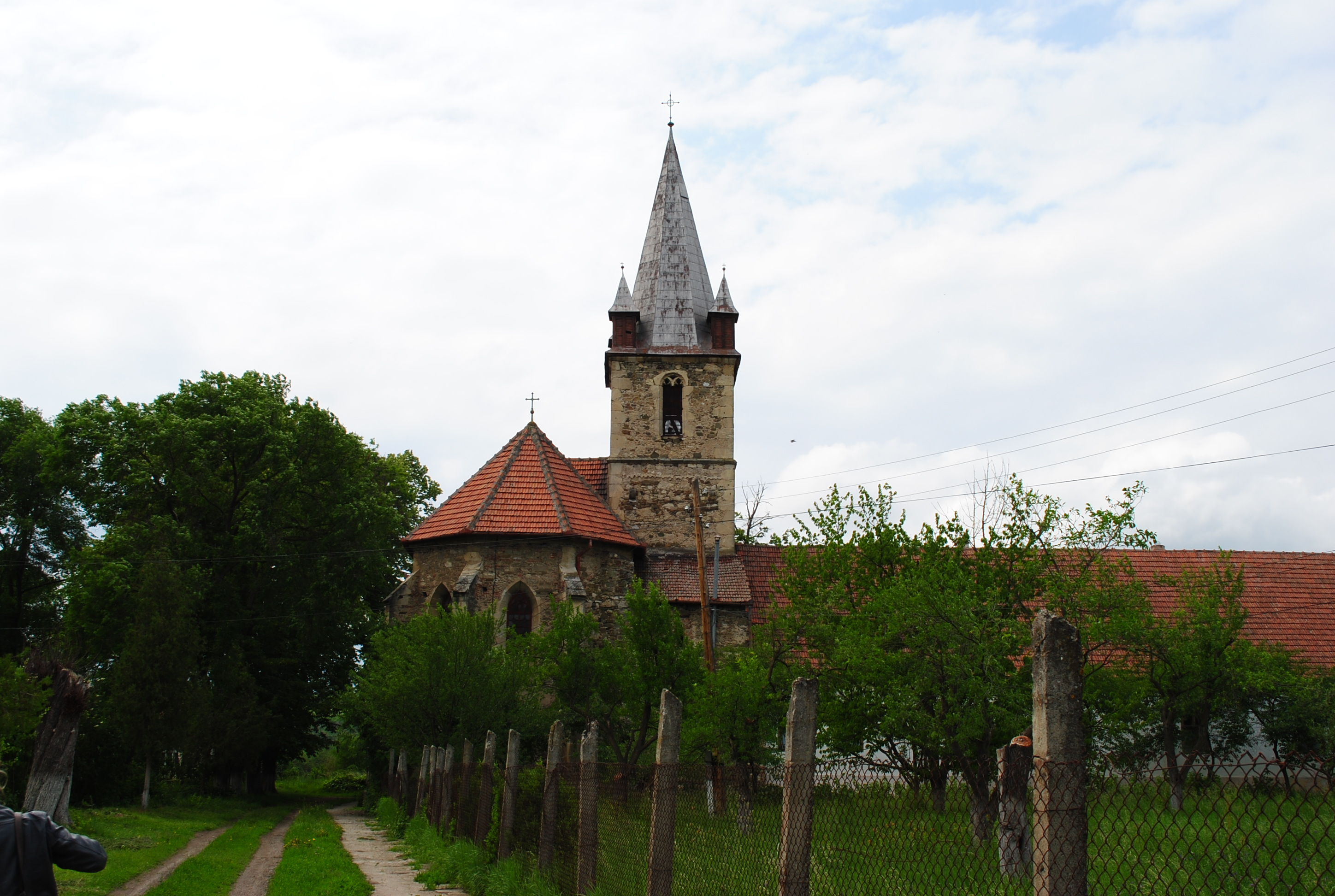

Teiuș é uma cidade da Romênia com 7.392 habitantes, localizada no distrito de Alba.